# Agnès Françoise le Louchier

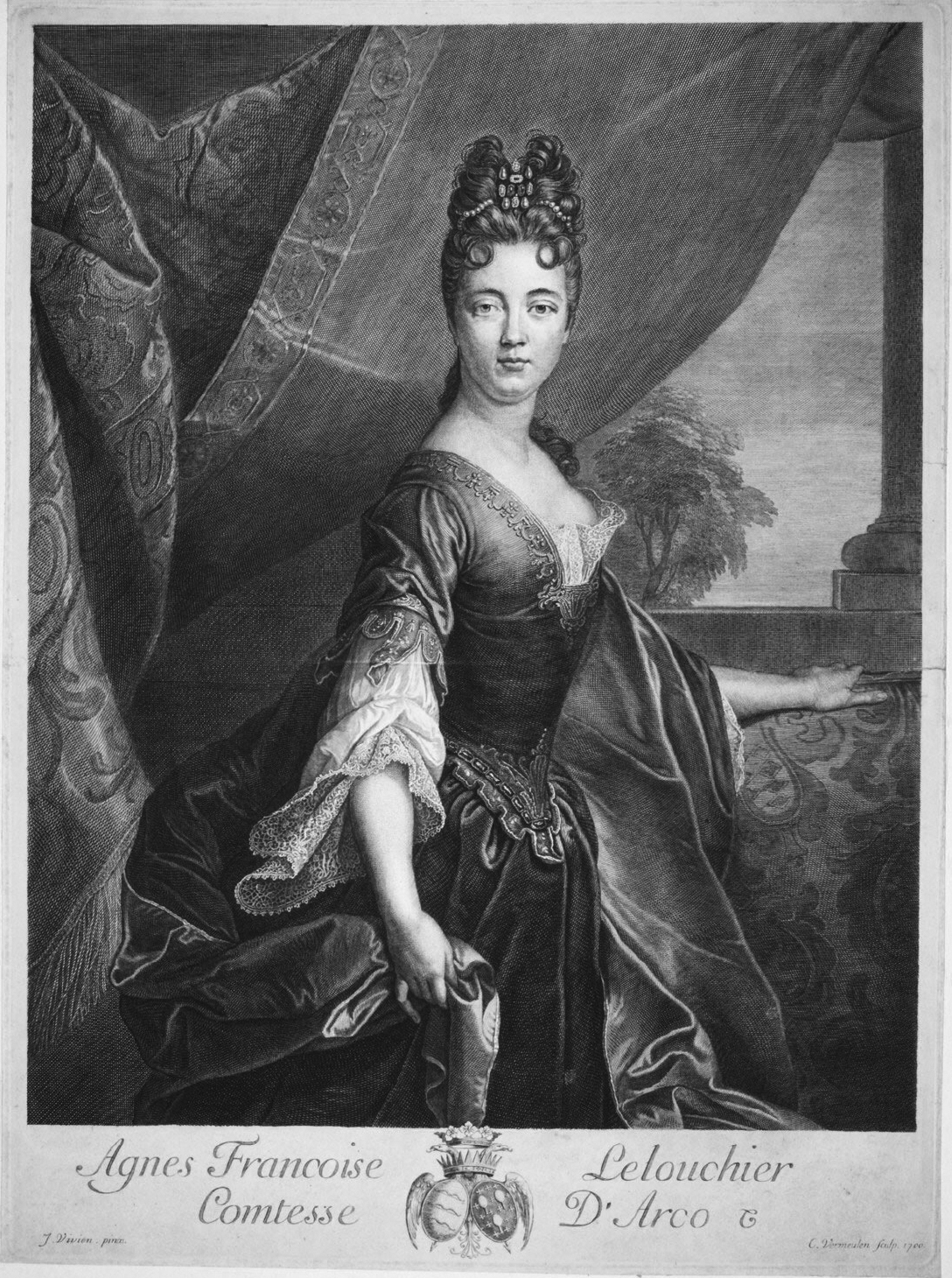
Portretgravure door Cornelis Martinus Vermeulen (1700)

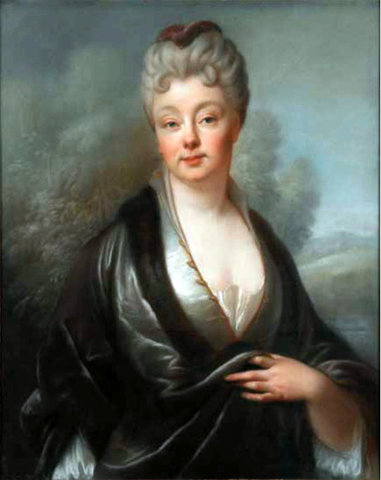
Portretschilderij van Joseph Vivien (ca. 1705)

Agnès Françoise le Louchier, gravin van Arco (Doornik, 1672 − Parijs, februari 1717) was een Zuid-Nederlandse edelvrouw die de maîtresse was van keurvorst Maximiliaan Emanuel van Beieren.

## Leven
Ze was de kleinadelijke dochter van Jean François le Louchier, heer van Popuelles, en Charlotte d'Aubermont. Agnes was het eerste van hun veertien kinderen en werd op 11 november 1672 gedoopt in de Sint-Brixiuskerk. Ze trok naar Parijs en moet als danseres belangstelling gewekt hebben. Franse diplomaten stuurden haar in 1693 als geheim agent naar Brussel met de opdracht een relatie aan te knopen met landvoogd Max Emanuel.
Le Louchier werd de voornaamste maîtresse van de landvoogd. Toen hij in 1694 trouwde met Teresa Kunegunda Sobieska, liet hij haar een pro forma huwelijk aangaan met een van zijn officieren, graaf Ferdinand von Arco. Ze was zwanger van de landvoogd en ging in Amsterdam bevallen van hun zoon Emanuel François Joseph de Bavière (1695-1747). De keurvorst liet hem onmiddellijk wettigen en opnemen in de ridderstand. Hij zou zijn favoriete zoon worden en een loopbaan uitbouwen als veldheer in Franse dienst.
Hoewel Le Louchier terugkeerde naar Max Emanuel in Brussel, hield ze de schijn enigszins op door apart te wonen in het Papenkasteel. Op politiek en artistiek gebied liet ze een Franse wind waaien aan het hof. De keurvorstin verzette zich tegen de ontrouw van haar man en initieerde in 1699 stappen om hun huwelijk te doen annuleren door de paus. Slechts door zijn minnares weg te sturen kon Max Emanuel een verzoening bewerkstelligen. Ze ging eerst naar Regensburg, en vestigde zich dan in Parijs, voorzien van een levenslang jaarinkomen van tienduizend écus. Blijkbaar waren de rollen nu omgekeerd en vergaarde ze als dubbelagente informatie voor Max Emanuel.
Vanwege nadelige politieke ontwikkelingen verliet het keurvorstelijk paar in 1701 Brussel voor München. Het duurde niet lang vóór Le Louchier in de buurt opdook, duidelijk ongelukkig met de scheiding, en misschien ook in Franse opdracht. Ze genoot onverminderd het vertrouwen van de keurvorst, maar moest op amoureus gebied een concurrente dulden in de persoon van de hofdame Jeanne de Melun. Vanwege het conflict met de keurvorstin werd Le Louchier snel naar Augsburg gestuurd. Naast opdrachten in Turijn, behartigde ze vooral vanuit Parijs zaken voor Max Emanuel. Ze woonde er met hun zoon.
Na zijn nederlaag bij Blenheim keerde Max Emanuel in 1704 terug naar de Spaanse Nederlanden, terwijl zijn echtgenote de zaken verder bestierde in Beieren. Ze stuurde haar biechtvader, de jezuïet Théodore Smackers, naar het Brusselse hof en vernam van hem de indicaties dat Le Louchier weer een centrale plaats innam naast Max Emanuel. Verschillende kunstenaars die voor Max Emanuel werkten, waren aangetrokken door Le Louchier. Door haar toedoen gingen de tapijtkunstenaar Pierre-Germain Lallié en de architect Germain Boffrand naar Brussel. Eerder had ze de diensten van de pastelschilder Joseph Vivien ingewonnen, die ook haar portret schilderde. Boffrand bouwde in Bosvoorde een vernieuwend lustslot, maar de militaire situatie dreef Max Emanuel in 1706 op de vlucht terwijl dit Pavillon de Bouchefort nog in opbouw was.
Max Emanuel ging in ballingschap naar Parijs met Le Louchier. Hij nam er Mademoiselle de Montigny als nieuwe maîtresse, tot hij in 1715 kon terugkeren naar München. Le Louchier bleef in Parijs en hield er volgens Saint-Simon zoveel toneelspelen als ze kon. Ze overleed op 44-jarige leeftijd. Een tastbare herinnering aan haar zijn de meubelen, het porselein en de vergulde bronzen die ze kocht namens Max Emanuel en die vandaag nog te zien zijn in de paleizen van Schleißheim en Nymphenburg.

## Voetnoten
1. ↑  P-A. du Chastel de la Howardries-Neuvireuil, Notices généalogiques tournaisiennes, dressées sur titres, vol. II, 1884, p. 501
2. ↑  Reginald De Schryver, Max II. Emanuel von Bayern und das spanische Erbe. Die europäischen Ambitionen des Hauses Wittelsbach, 1665-1715, P. von Zabern, 1996, p. 64
3. ↑  Benoît Mihail, De kastelen (= Brussel, Stad van Kunst en Geschiedenis, vol. 59), 2020, p. 16
4. ↑  Andrzej Borowski, "Cor Europae – Brussels or Warsaw?" in: For East is East. Liber amicorum Wojciech Skalmowski, eds. Tatjana Soldatjenkova en Emmanuel Waegemans, 2003, p. 173
5. 1 2  Reginald De Schryver, Max II. Emanuel von Bayern und das spanische Erbe. Die europäischen Ambitionen des Hauses Wittelsbach, 1665-1715, P. von Zabern, 1996, p. 126
6. ↑  Ludwig Hüttl, Max Emanuel. Der Blaue Kurfürst 1679–1726. Eine politische Biographie, 1976, p. 611 n. 613
7. ↑  Vincenzo De Meulenaere, Coudenberg. Het verdwenen Versailles van België, 2024, p. 148
8. ↑  Reginald De Schryver, Max II. Emanuel von Bayern und das spanische Erbe. Die europäischen Ambitionen des Hauses Wittelsbach, 1665-1715, P. von Zabern, 1996, p. 149
9. ↑  Marcus Junkelmann, Max Emanuel: Der ‘Blaue König’, 2000
10. ↑  Agnes Françoise Le Louchier, Gräfin von Arco, Bayerischen Nationalmuseum, R 5396
11. ↑  Madeleine Marie Honorine Charlotte de Bergh, dochter van Filips Frans van Glymes
12. ↑  Christian Quaeitzsch, Ma très chère amie… Max Emanuels große Liebe, Bayerische Schlösserverwaltung, februari 2015